# Pseudomugil mellis
Pseudomugil mellis é uma espécie de peixe da família Pseudomugilidae.
É endémica da Austrália.